# New Mexico Museum of Art
Le New Mexico Museum of Art est un musée américain à Santa Fe, dans le comté de Santa Fe, au Nouveau-Mexique. Ce musée d'art occupe un bâtiment construit en 1917 dans le style Pueblo Revival, selon les plans de l'architecte Isaac Rapp.